# Хохкьониг
Хохкьониг (на немски: Hochkönig) е най-високата планина в Берхтесгаденските Алпи в австрийската провинция Залцбург, а също така и името на заобикалящата я планинска верига като цяло. Алпите на Берхтесгаден са част от Северните Варовикови Алпи.

## Местоположение
Хохкьониг е разположен западно от град Бишофсхофен в австрийския регион Залцбург, на 42 km южно от самия град Залцбург. Хохкьониг е отделена от останалата част на Берхтесгаденските Алпи чрез планинския проход „Torscharte“, който е с височина 2246 m. Самият връх се намира на южния край на голямо варовиково плато, покрито с ледник, известен като „Übergossene Alm“. Този ледник намалява със скорост от 6,2% на година и вероятно напълно ще изчезне в близко бъдеще.

## Геология
В най-високите части на Хохкьониг преобладава твърдия дахщайнски (покривен, тънкослоен) варовик.

## Покоряване
Местните ловци доста отдавна се изкачват на Хохкьониг. Първото „туристическо“ изкачване на основния връх е извършено на 5 септември 1826 г. от професора по теология Петър Карл Турвизер – по обичайния днес маршрут през Ochsenkar и Arthurhaus. Професорът е придружен от двама свои сътрудници, Ернст фон Йоанели и фон Сакс, както и десет носачи. Ернст Йоанели е първият, който извършва точно измерване на височината на върха. По-кратко, но по-опасно и по-взискателно към физическата подготовка на алпинистите, е трасето през Birgkarhaus (großer Parkplatz). През зимата маршрутът през Kogel е най-дългото трасе за ски спускане в Източните Алпи.
На Хохкьониг, на надморска височина от 2941 m, се намира хижа на австрийския туристистически клуб. В тази точка също е разположена популярна стартова площадка за делтапланеризъм и парапланеризъм.

## Добив на природни ресурси
В подножието на Хохкьониг от времето на неолита (около 3000 пр.н.е.) до 1977 г. се добива мед. Освен това, в тази местност до 60-те години на 20 век се добива желязна руда.